# Klub 1789
Klub 1789 (francouzsky Club de 1789 nebo Société patriotique de 1789) byl politický klub během Velké francouzské revoluce.
Byl založen umírněným křídlem jakobínů dne 13. května 1790 během banketu v Palais Royal.
Jeho členy byli Jean-Sylvain Bailly, Marie-Joseph Motier, markýz de La Fayette, François Alexandre Frédéric, vévoda de La Rochefoucauld-Liancourt, Isaac René Guy Le Chapelier, Honoré Gabriel de Riqueti, hrabě de Mirabeau, Emmanuel Joseph Sieyes, Charles Maurice de Talleyrand-Périgord a Marie Jean Antoine Nicolas Caritat, markýz de Condorcet. Později byl sloučen s klubem feuillantů, který vznikl 18. července 1791.